# Список об'єктів Світової спадщини ЮНЕСКО у Панамі
В списку об'єктів Світової спадщини ЮНЕСКО у Панамі налічується 5 найменувань (станом на 2016 рік).
| № | Зображення | Назва                                                                                | Місцеположення           | Час створення | Час внесення до списку        | №                                                   | Критерії         |
| - | ---------- | ------------------------------------------------------------------------------------ | ------------------------ | ------------- | ----------------------------- | --------------------------------------------------- | ---------------- |
| 1 |            | Укріплення на карибському узбережжі Панами: Портобело, Сан-Лоренсо                   | провінція Колон          | XVI століття  | 1980 (під загрозою з 2012 р.) | 135 [Архівовано 24 грудня 2018 у Wayback Machine.]  | i, iv            |
| 2 |            | Національний парк Дар'єн                                                             | провінція Дар'єн         | 1980          | 1981                          | 159 [Архівовано 24 грудня 2018 у Wayback Machine.]  | vii, ix, x       |
| 3 |            | Резервати Таламанка-Рейндж і Ла-Амістад                                              | (спільно з Коста-Рикою ) | —             | 1983                          | 205 [Архівовано 24 грудня 2018 у Wayback Machine.]  | vii, viii, ix, x |
| 4 |            | Археологічні пам'ятки Панама-В'єхо (Старої Панами) та історична частина міста Панама | місто Панама             | 1519          | 1997                          | 790 [Архівовано 24 грудня 2018 у Wayback Machine.]  | ii, iv, vi       |
| 5 |            | Національний парк Коїба і зона охорони моря                                          | провінція Вераґуас       | 1991          | 2005                          | 1138 [Архівовано 24 грудня 2018 у Wayback Machine.] | ix, x            |